# Eumerus axinecerus
Eumerus axinecerus är en tvåvingeart som beskrevs av Speiser 1910. Eumerus axinecerus ingår i släktet månblomflugor, och familjen blomflugor. Inga underarter finns listade i Catalogue of Life.